# Mutare
Mutare, bis 1982 Umtali, ist eine Stadt in Simbabwe und liegt in der Provinz Manicaland. Zusammen mit ihrem Umland stellt sie einen der Urbanen Distrikte Simbabwes mit 224.804 Einwohnern (2022) und einer Fläche von etwa 191 km². Sie ist die viertgrößte Stadt des Landes.

## Geografie
Mutare liegt im östlichen Hochland von Simbabwe, 256 km südöstlich von Harare, unmittelbar am Abbruch zur Küstenebene. Die Grenze zu Mosambik ist nur 8 km entfernt. Der Urbane Distrikt ist in 19 Wards aufgeteilt.

## Geschichte
1890 erhielt A. R. Coquhoun Konzessionen für die Gebiete und Fort Umtali wurde zwischen den Flüssen Tsambe und Mutare gebaut. Das Wort Mutare bedeutet „ein Stück Metall“. Diesen Namen erhielt der Fluss vermutlich, als im Penhalonga-Tal Gold gefunden wurde, in dem der Mutare fließt.
1891 wurde die Stadt 14 km vom heutigen Stadtzentrum nach „Alt-Mutare“ verlegt. 1896, als Cecil Rhodes große Teile der Stadt aufkaufte, wurde sie wegen des Baus der Eisenbahnstrecke von Bulawayo nach Beira wieder zurückverlegt. Aus dieser Zeit stammen die mit Flamboyants (Flammen-Bäumen) und lila blühendem Jacaranda bestandenen Straßen. Die Siedlung erklärte sich 1914 zur Gemeinde und erhielt 1971 Stadtrechte.

## Wirtschaft
Im Umland wird Waldbau und Rinderzucht betrieben, in Massi Kessi Gold abgebaut, Tee und Kaffee sowie Getreide, Baumwolle und Tabak angebaut. Die Verarbeitung dieser Güter bestimmt die Industrie von Mutare. Tourismus spielt ebenfalls eine große Rolle.
Nahe der Stadt befindet sich das Diamantenfeld Marange, auch Chiadzwa genannt. In der Stadt sind Sägewerke und es gibt eine Papierfabrik sowie Möbelindustrie.
Zwischen 1964 und 1967 wurde in der Stadt der auf Mini basierende Afrikanischer Moke muntiert.

## Infrastruktur

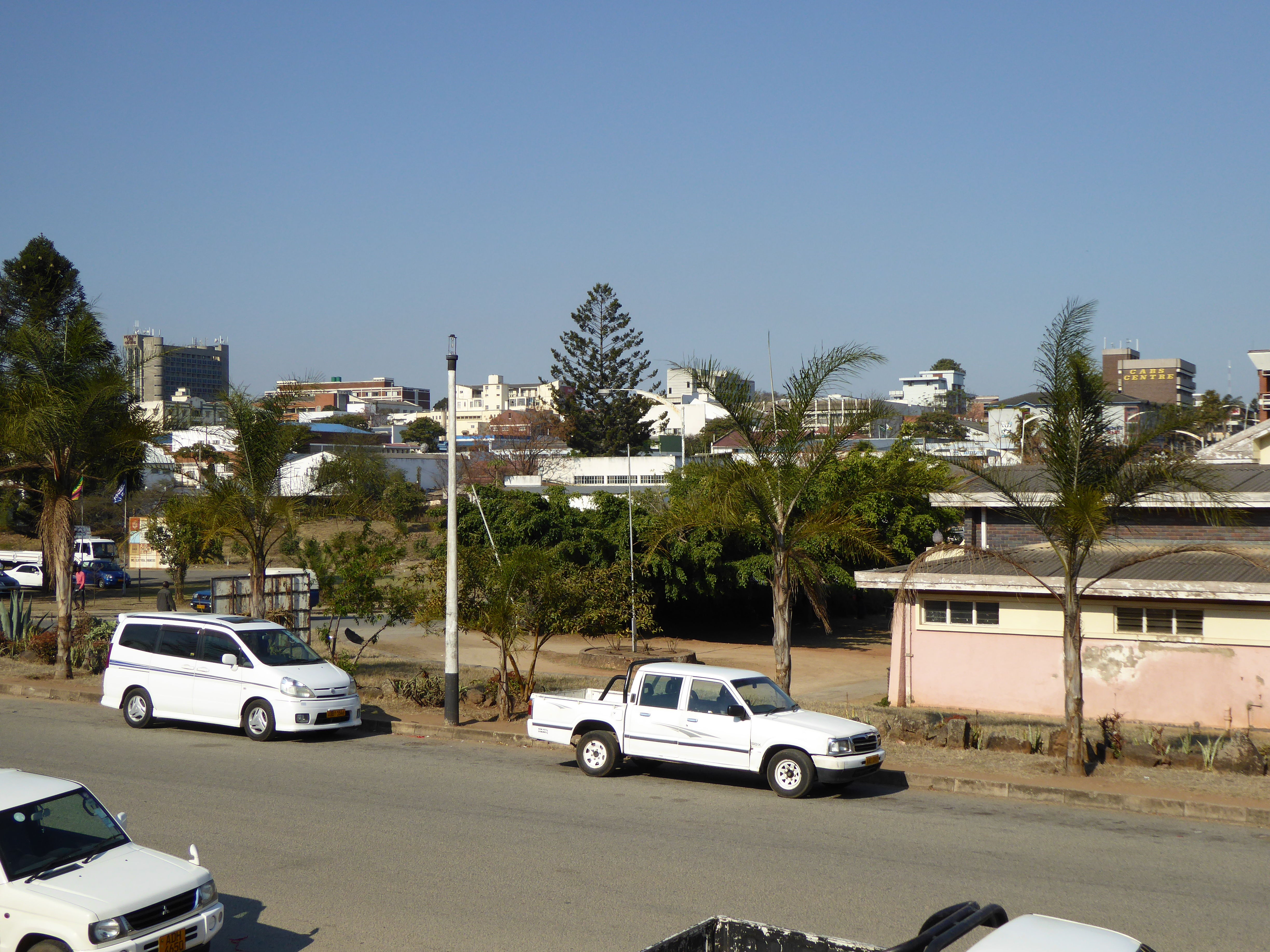
Blick auf die Innenstadt von Mutare

Die Stadt liegt am sogenannten Beira-Korridor nach Mosambik, also der viel frequentierten Bahnstrecke Beira–Bulawayo und dem Beira-Lobito-Highway
zwischen Harare und dem Hafen von Beira. Sie verfügt über Banken, ein funktionierendes Telefonnetz, regelmäßigen Flugverkehr am privaten Flughafen Mutare, Elektrizität und Wasserversorgung, so wie die Gimboki Kläranlage. Diese wird im Augenblick erweitert (2024), um ihre Kapazität um 20.000 m³/Tag zu steigern.
Die Stadt verfügt über 504 km Straßen, wovon 274 asphaltiert sind. Mutare beherbergt eine Reihe von Ausbildungseinrichtungen, darunter Zimbabwe College of Forestry, SADC Forestry Technical College, Mutare Technical College, Africa University, Mutare Teachers College und das Mary Mount Teachers College. Insgesamt gibt es 19 Grundschulen, 13 weiterführende Schulen, 11 Colleges und 3 Universitäten. Die medizinische Versorgung erfolgt über 3 Krankenhäuser und 8 Ambulanzen. Zudem gibt es 20 private medizinische Einrichtungen.

## Einwohnerentwicklung
Die folgende Übersicht zeigt die Einwohnerzahlen nach dem jeweiligen Gebietsstand seit der Volkszählung 1982.
| Jahr | Einwohner |
| ---- | --------- |
| 1982 | 69.621    |
| 1992 | 131.367   |
| 2002 | 170.466   |
| 2012 | 187.621   |
| 2022 | 224.804   |

## Kultur und Sehenswürdigkeiten
Mutare gilt wegen seines alpinen Umlandes mit tiefen Kiefernwäldern und zahlreichen Schutzgebieten als die Stadt mit dem höchsten Freizeitwert im Land. Die Stadt liegt nördlich der Bvumba-Berge und südlich des Imbeza-Tales. Sie beherbergt das Mutare Museum, das Utopia House Museum, das Kingsley Fairbridge gewidmet ist, und die National Gallery of Zimbabwe. Die nahen Murahwa Hills sind bekannt für ihre Felsmalereien. In Cross Kopje steht ein Denkmal für die Opfer des Ersten Weltkrieges aus Simbabwe und Mosambik.

## Religion
Mutare ist Sitz des Bistums Mutare.

## Sport
Mutare ist die Heimat des Fußballvereins Black Rhinos FC.

## Söhne und Töchter der Stadt
- Abel Muzorewa (1925–2010), methodistischer Bischof und Politiker
- Tony Pithey (1933–2006), Cricketspieler
- Patrick Mumbure Mutume (1943–2017), katholischer Geistlicher und Weihbischof in Mutare
- Elizabeth Chase (1954–2018), südafrikanisch-simbabwische Hockeyspielerin
- Brian Zengeni (* 1985), Straßenradrennfahrer
- Nora Chipaumire (* 1965), Tänzerin, Choreografin und Dozentin

## Städtepartnerschaften
- Vereinigte Staaten, Portland